# Assemblée provinciale du Mai-Ndombe
Bureau définitif
Inongo
L’Assemblée provinciale du Mai-Ndombe est l'organe législatif de la province du Mai-Ndombe en République Démocratique du Congo. Chargée de représenter les intérêts de la population provinciale, elle joue un rôle crucial dans la gouvernance et le développement de cette région.

## Historique
L’Assemblée provinciale du Maï-Ndombe a été créée dans le cadre de la décentralisation prévue par la Constitution de 2006 de la République Démocratique du Congo, qui a scindé les anciennes grandes provinces en 26 provinces. Cette décentralisation visait à rapprocher l’administration des citoyens et à renforcer la gouvernance locale, .
Depuis sa création, l’Assemblée provinciale du Mai-Ndombe a traversé diverses phases de réorganisation, confrontée à des défis économiques, politiques et sociaux, mais aussi marquée par des avancées significatives dans la représentation des communautés locales.

### Siège
Le siège de l’Assemblée provinciale du Mai-Ndombe est situé dans la ville de Inongo, chef-lieu de la province. Le bâtiment abritant l’Assemblée reflète l’importance institutionnelle de cette entité et est conçu pour accueillir les plénières, les bureaux des élus provinciaux, ainsi que des espaces de travail pour les commissions permanentes,,,.

## Corps et structure

### Membres
L'Assemblée provinciale est composée de députés provinciaux, élus au suffrage universel direct pour un mandat de cinq ans. Le nombre de membres est déterminé en fonction de la population de la province, garantissant une représentation équitable des différentes circonscriptions,. 
Les députés provinciaux ont pour mission principale de représenter les intérêts des habitants de leurs circonscriptions, de voter les lois provinciales et d'exercer un contrôle sur l’exécutif provincial,.

### Bureau de l'assemblée
Le Bureau de l’Assemblée provinciale est l’organe dirigeant de l’Assemblée,,,. Il est composé de :
- Un Président, qui préside les séances plénières et représente l’Assemblée dans les cérémonies officielles[15],[16].
- Un Vice-président, chargé d’assister le Président et de le remplacer en cas d’absence[17].
- Un Rapporteur, responsable de la rédaction des procès-verbaux et des comptes rendus des délibérations[18].
- Un Questeur, qui gère les finances et le patrimoine de l’Assemblée[19],[20].

Ce bureau est élu par les membres de l’Assemblée en début de mandat.

### Commissions permanentes
L’Assemblée provinciale s’appuie sur plusieurs commissions permanentes, spécialisées dans des domaines spécifiques tels que, :
- Les finances et le budget[24].
- Les infrastructures et le développement rural.
- L’éducation, la santé et les affaires sociales.
- La justice, l’administration et la sécurité.

Ces commissions examinent en profondeur les questions soumises à l’Assemblée et formulent des recommandations lors des sessions plénières.

## Défis et enjeux
L'Assemblée provinciale du Mai-Ndombe est investie de plusieurs missions fondamentales, :
- Législation : Elle adopte des édits provinciaux visant à réglementer divers aspects de la vie provinciale, dans le cadre des compétences dévolues par la Constitution.
- Contrôle : Elle exerce un contrôle démocratique sur l’exécutif provincial, notamment à travers l’évaluation de la gestion des ressources et la vérification de la conformité des actions aux lois provinciales.
- Représentation : Les députés provinciaux veillent à ce que les préoccupations des communautés locales soient entendues et prises en compte dans les politiques publiques.

Malgré ces rôles cruciaux, l’Assemblée provinciale du Mai-Ndombe fait face à des défis majeurs, tels que :
- La gestion des ressources naturelles dans une province riche en forêts et cours d’eau, souvent marquée par des conflits d’usage.
- Le faible accès aux infrastructures de base, notamment les routes, l’eau potable et l’électricité.
- La nécessité de renforcer la transparence et la lutte contre la corruption dans la gestion des affaires publiques.

### Enjeux
Enjeux : L’un des enjeux stratégiques pour l’Assemblée est de promouvoir un développement durable et inclusif, tout en répondant aux aspirations des populations locales et en attirant des investissements pour booster l’économie provinciale.